# Mika Noronen
Mika Noronen (* 17. Juni 1979 in Tampere) ist ein ehemaliger finnischer Eishockeytorwart, der in der National Hockey League 71 Spiele für die Buffalo Sabres und Vancouver Canucks bestritt. Darüber hinaus spielte er über viele Jahre für seinen Heimatverein Tappara in der Liiga sowie verschiedene andere europäische Klubs. Zu den größten Erfolgen seiner Karriere gehört der Gewinn der Goldmedaille bei der U20-Weltmeisterschaft 1998, der Gewinn des IIHF European Champions Cup 2007 sowie der Sieg beim Continental Cup 2008, jeweils mit Ak Bars Kasan.

## Karriere

### Anfänge bei Tappara

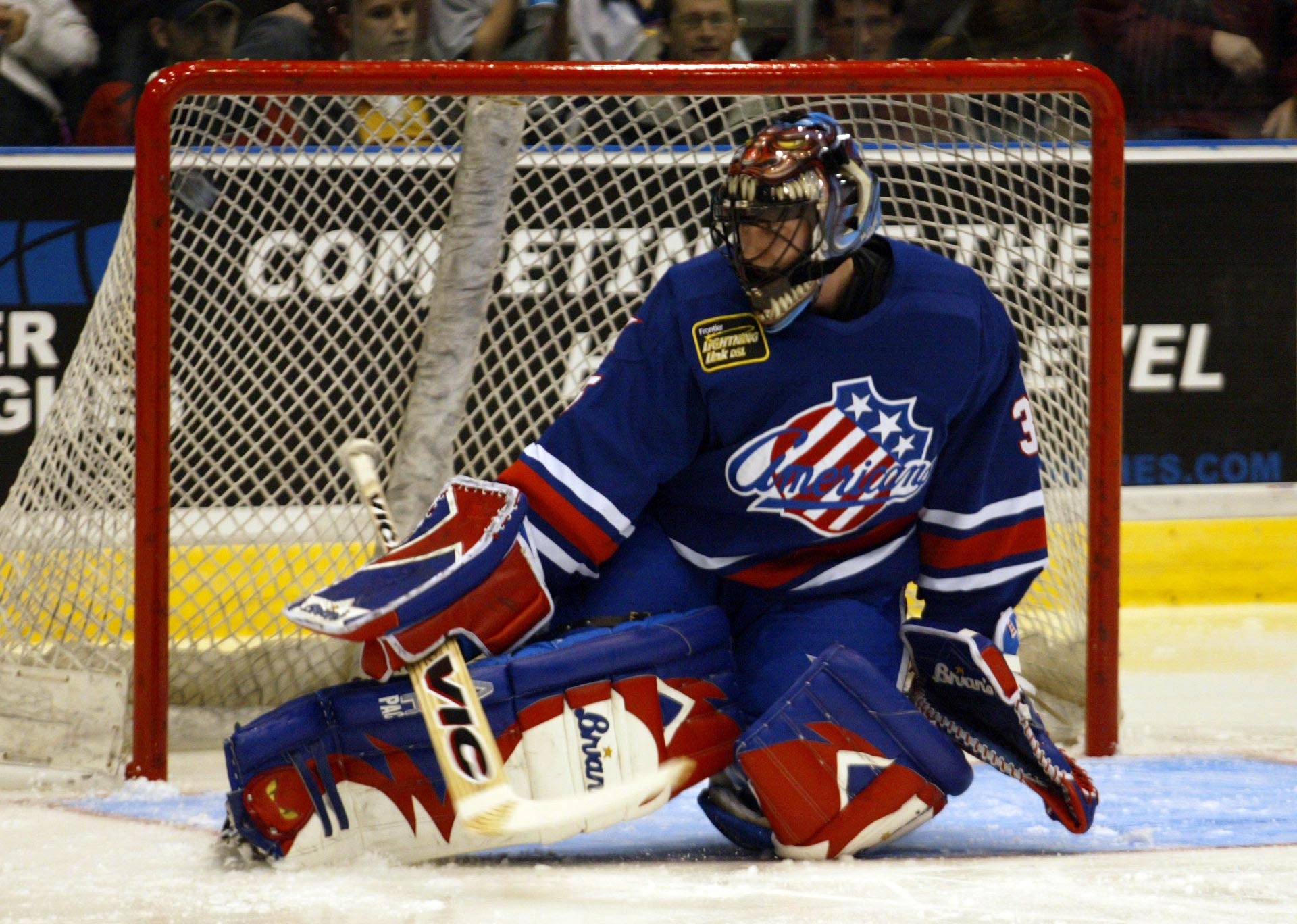
Mika Noronen als Torhüter der Rochester Americans (2002)

Seine Karriere begann Mika Noronen im Nachwuchsbereich von Tappara aus seiner Heimatstadt Tampere. 1994 gewann er mit der U16-Mannschaft des Klubs die Meisterschaft der U16-SM-sarja und wechselte anschließend in den U18-Bereich. Während der Saison 1996/97 debütierte er für Tapparas Profiteam in der SM-liiga und gehörte ab der folgenden Spielzeit fest zum Profikader.

### Karriere in Nordamerika
Beim NHL Entry Draft 1997 wurde er in der ersten Runde an 21. Stelle von den Buffalo Sabres ausgewählt. Ab 1999 spielte er bei den Rochester Americans, dem AHL-Farm-Team der Buffalo Sabres und der Florida Panthers. In der Saison 2000/01 wurde Mika Noronen das erste Mal in einem NHL-Spiel eingesetzt. In den beiden Jahren spielte der Finne zweimal für die Sabres und beide Spiele gewann er. Aufgrund seiner guten Statistiken wurde der Goalie immer öfter in den Startkader Buffalos berufen und in der Saison 2003/2004 kam er 35 mal zum Einsatz. Mika Noronen war der achte Goalie in der Geschichte der NHL, dem es gelang, ein Tor zu schießen. Dies erreichte er am 14. Februar 2004 in einem Spiel gegen die Toronto Maple Leafs.
Im März 2006 wurde Noronen im Tausch gegen ein Draftrecht an die Vancouver Canucks abgegeben, bei denen er sein erstes Spiel am 14. März bestritt.

### Erfolge und wechselnde Teams in Europa

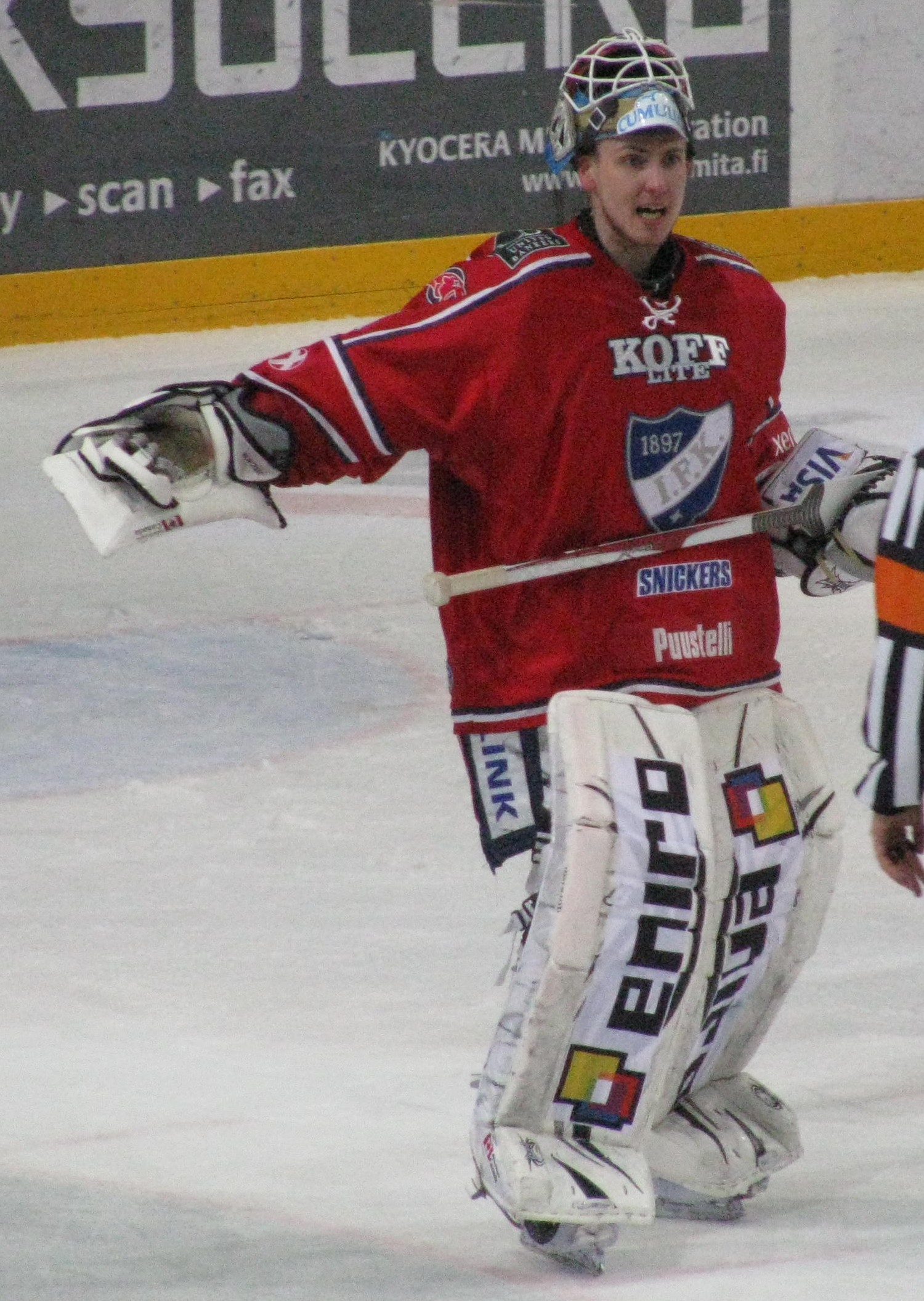
Mika Noronen im Trikot des Helsingfors IFK

Vor der Saison 2006/07 verpflichteten die Canucks Roberto Luongo und statteten ihn mit einem Mehrjahresvertrag aus. Da Noronen nicht wieder nur als Back-up fungieren wollte, unterschrieb er einen Vertrag beim russischen Superligisten Ak Bars Kasan. Mit Kasan gewann er 2007 den European Champions Cup und 2008 den IIHF Continental Cup . Während der Spielzeit 2007/08 verpasste Noronen mehrere Wochen aufgrund einer Verletzung, so dass Ak Bars Robert Esche verpflichtete, der Noronen schließlich als Nummer-1-Torhüter ablöste. Daher wechselte Noronen im Juli 2008 zum KHL-Klub Torpedo Nischni Nowgorod.
Für Torpedo absolvierte er 14 Spiele in der KHL, bevor er im Januar 2009 zum Linköpings HC in die Elitserien wechselte. Mit dem LHC erreichte er die Playoffs, bevor er im September 2009 von JYP Jyväskylä als Ersatz für den verletzten Pekka Tuokkola unter Vertrag genommen wurde. Für diesen Club stand er in drei Spielen der Saison 2009/10 auf dem Eis, bevor er im Dezember 2009 zum Helsingfors IFK wechselte. Mit dem HIFK erreichte Noronen die Playoffs, in denen er sechs Spiele absolvierte. Nach der Saison 2009/10 war Noronen zunächst arbeitslos und bekam erst im November 2010 einen neuen Vertrag bei Rauman Lukko. Noronen spielte auch in der Saison 2011/12 für Lukko und absolvierte dabei 51 Partien für den Klub aus Rauma. Im Sommer und Herbst 2012 suchte Noronen erfolglos nach einer Anstellung im Ausland und wurde erst im Januar 2013 von seinem Heimatverein Tappara verpflichtet, der einen erfahrenen Back-up für Juha Metsola suchte.
Die Spielzeit 2013/14 begann Noronen beim Schweizer HC Davos, bei dem er im Oktober 2013 einen Vertrag über zwei Monate erhielt, um den verletzten Leonardo Genoni zu ersetzen. Im Januar 2014 wurde er vom EHC Red Bull München aus der Deutschen Eishockey Liga bis Saisonende unter Vertrag genommen und absolvierte acht Einsätze für den Klub. In der folgenden Spielzeit fiel er verletzt aus und kehrte erst im Februar 2015 für den finnischen Zweitligisten Lempäälän Kisa aufs Eis zurück. Aufgrund guter Leistungen wurde er im Saisonverlauf bei Tappara wieder als Back-up von Juha Metsola eingesetzt und unterzeichnete nach der Saison eine Verlängerungsvertrag bei Tappara. Die Saison 2015/16 begann er bei Tappara, wechselte jedoch im Herbst zu den Malmö Redhawks. Nach etwa einem Monat verließ er den schwedischen Klub wieder und war zunächst vereinslos. Im Februar 2016 unterzeichnete Noronen erneut einen Vertrag bei Lempäälän Kisa. Für LeKi absolvierte noch sechs Spiele in der Mestis, ehe er seine Karriere beendete.

### International
Mika Noronen begann früh in seiner Karriere, sein Heimatland Finnland bei internationalen Turnieren zu vertreten. Bei der World U-17 Hockey Challenge 1995 belegte er mit der finnischen U17-Nationalmannschaft den zweiten Platz und wurde selbst in das All-Star-Team des Turniers berufen. Ein Jahr später gewann er mit der U18-Juniorenauswahl die Silbermedaille bei der U18-Europameisterschaft und wurde erneut in das All-Star-Team berufen. Bei der U18-Junioren-Europameisterschaft 1997 wurde er Europameister, nachdem er zum Jahreswechsel 1996/97 schon mit der finnischen U20-Auswahl an der U20-Junioren-Weltmeisterschaften teilgenommen hatte. Am Ende des Europameisterschaftsturniers 1997 wurde er ob seiner guten Leistungen als bester Torhüter ausgezeichnet und erneut in das All-Star-Team berufen.
Wiederum ein Jahr später gewann er die Goldmedaille bei der U20-Junioren-Weltmeisterschaft. Dabei wurde er in fünf Spielen eingesetzt, die alle mit Siegen für die Finnen endeten und erreichte mit einer Fangquote von 93,4 Prozent und einem Gegentorschnitt von 1,53 hervorragende statistische Werte. Daher wurde er in das Second All-Star-Team der Weltmeisterschaft berufen.
Im Seniorenbereich vertrat er sei Heimatland bei der Weltmeisterschaft 2004, bei der die finnische Nationalmannschaft den sechsten Platz belegte.

## Erfolge und Auszeichnungen
- 1994 Meister der finnischen U16-SM-sarja
- 2007 IIHF-European-Champions-Cup-Gewinn mit Ak Bars Kasan
- 2007 Russischer Vizemeister mit Ak Bars Kasan
- 2008 IIHF-Continental-Cup-Gewinn mit Ak Bars Kasan
- 2010 SM-liiga-Spieler des Monats Februar
- 2013 Finnischer Vizemeister mit Tappara
- 2015 Finnischer Vizemeister mit Tappara

### American Hockey League
- 2000 AHL-Torhüter des Monats Februar
- 2000 Dudley „Red“ Garrett Memorial Award
- 2000 AHL All-Rookie Team
- 2000 AHL Second All-Star Team
- 2000 AHL-Torhüter des Monats Dezember
- 2001 AHL Second All-Star Team
- 2001 Harry „Hap“ Holmes Memorial Award (gemeinsam mit Tom Askey)
- 2002 AHL All-Star Classic

### International
- 1995 All-Star Team der World U-17 Hockey Challenge
- 1996 Silbermedaille bei der U18-Junioren-Europameisterschaft
- 1996 All-Star-Team der U18-Junioren-Europameisterschaft
- 1997 Goldmedaille bei der U18-Junioren-Europameisterschaft
- 1997 All-Star-Team und bester Torwart der U18-Junioren-Europameisterschaft
- 1998 Goldmedaille bei der U20-Junioren-Weltmeisterschaft
- 1998 Second All-Star-Team der U20-Junioren-Weltmeisterschaft

## Karrierestatistik
(Legende zur Torhüterstatistik: GP oder Sp = Spiele insgesamt; W oder S = Siege; L oder N = Niederlagen; T oder U oder OT = Unentschieden oder Overtime- bzw. Shootout-Niederlage; Min. = Minuten; SOG oder SaT = Schüsse aufs Tor; GA oder GT = Gegentore; SO = Shutouts; GAA oder GTS = Gegentorschnitt; Sv% oder SVS% = Fangquote; EN = Empty Net Goal; 1 Play-downs/Relegation; Kursiv: Statistik nicht vollständig)